# Dikabeya
Dikabeya är ett periodiskt vattendrag i Botswana.   Det ligger i distriktet Central, i den östra delen av landet, 270 km nordost om huvudstaden Gaborone.
Omgivningarna runt Dikabeya är huvudsakligen savann. Runt Dikabeya är det mycket glesbefolkat, med 6 invånare per kvadratkilometer.